# Campeonato Europeu Júnior de Natação de 1992
O Campeonato Europeu Júnior de Natação de 1992 foi a 19ª edição do evento organizado pela Liga Europeia de Natação (LEN). A competição foi realizada entre os dias 13 e 16 de agosto de 1992 em Leeds no Reino Unido. Teve como destaque a Alemanha com 26 medalhas no total. Essa foi a primeira participação da Rússia pós União Soviética.

## Participantes
- Natação: Feminino de 14 a 15 anos (1978 e 1977) e masculino de 16 a 17 anos (1976 e 1975).
- Saltos Ornamentais: Grupo A é composto por saltadores de 16, 17 e 18 anos (1976, 1975 e 1974), tanto masculino quanto feminino. Grupo B é composto por saltadores de 14 a 15 anos (1978 e 1977), tanto masculino quanto feminino.

## Medalhistas

### Natação
Os resultados foram os seguintes. 
Masculino
| Evento          | Ouro                              | Ouro     | Prata                            | Prata    | Bronze                     | Bronze   |
| 100 m Livre     | Reino Unido · Martin Carl         | 52.12    | Rússia · Pavel Bustrov           | 52.23    | França · Romain Barnier    | 52.31    |
| 200 m Livre     | Países Baixos · Stefan Aartsen    | 1:53.80  | Itália · Moreno Gallina          | 1:54.99  | Rússia · Alexei Stepanov   | 1:55.26  |
| 400 m Livre     | Rússia · Alexei Stepanov          | 4:00.91  | França · Jérôme Schembri         | 4:02.04  | Rússia · Mikhail Uzefovich | 4:02.30  |
| 1500 m Livre    | Rússia · Mikhail Uzefovich        | 15:44.30 | Reino Unido · Graeme Smith       | 15:47.25 | França · Vincent Hamelin   | 15:47.97 |
| 100 m Costas    | Turquia · Derya Büyükunçu         | 58.53    | Itália · Mirko Mazzari           | 58.93    | Polónia · Mariusz Siembida | 59.25    |
| 200 m Costas    | Polónia · Bartosz Sikora          | 2:04.12  | Itália · Mirko Mazzari           | 2:04.64  | França · David Joncourt    | 2:04.98  |
| 100 m Peito     | Bulgária · Dobromir Petrov        | 1:05.00  | Tchecoslováquia · Roman Havrlant | 1:05.26  | França · Lionel Blas       | 1:06.05  |
| 200 m Peito     | Hungria · Gabor Juhasz            | 2:21.80  | Rússia · Andrei Perminov         | 2:22.34  | Reino Unido · Andrew Ayers | 2:22.60  |
| 100 m Borboleta | Espanha · Jorge Ulibarri          | 56.37    | Rússia · Andrei Cheynyshov       | 57.12    | Alemanha · Lars Mersenburg | 57.51    |
| 200 m Borboleta | Espanha · Xavier Fortuño          | 2:06.26  | Itália · Mario Esposito          | 2:06.58  | França · David Abrad       | 2:06.86  |
| 200 m Medley    | Hungria · Attila Zubor            | 2:07.79  | Hungria · Vilmos Kovacs          | 2:08.05  | França · David Joncourt    | 2:08.73  |
| 400 m Medley    | Tchecoslováquia · Petr Kratchovil | 4:27.62  | França · David Joncourt          | 4:31.39  | Reino Unido · David Paxton | 4:34.28  |
| 4x100 m Livre   | Alemanha                          | 3:30.32  | Espanha                          | 3:30.36  | Rússia                     | 3:31.16  |
| 4x200 m Livre   | Suécia                            | 7:40.63  | Reino Unido                      | 7:40.79  | Espanha                    | 7:41.64  |
| 4x100 m Medley  | Espanha                           | 3:55.38  | Reino Unido                      | 3:55.48  | Países Baixos              | 3:55.90  |

Feminino
| Evento          | Ouro                             | Ouro    | Prata                                           | Prata   | Bronze                             | Bronze  |
| 100 m Livre     | Alemanha · Franziska van Almsick | 55.27   | Hungria · Gyongyer Lakos Alemanha · Anja Kleber | 58.99   | Nenhum                             |         |
| 200 m Livre     | Alemanha · Franziska van Almsick | 2:01.38 | Roménia · Ileana Buciu                          | 2:05.35 | Alemanha · Jutta Renner            | 2:05.41 |
| 400 m Livre     | Alemanha · Swantje van de Loo    | 4:18.95 | Hungria · Katalin Moldvai                       | 4:19.75 | França · Audrey Astruc             | 4:19.76 |
| 800 m Livre     | Roménia · Ioana Naghi            | 8:48.76 | França · Audrey Astruc                          | 8:53.77 | Países Baixos · Swantje van de Loo | 8:55.71 |
| 100 m Costas    | Rússia · Nina Zhivanevskaya      | 1:02.89 | Alemanha · Cathleen Stolze                      | 1:03.93 | Reino Unido · Alexa Bennett        | 1:05.15 |
| 200 m Costas    | Alemanha · Cathleen Stolze       | 2:13.33 | Rússia · Nina Zhivanevskaya                     | 2:13.84 | Países Baixos · Naomi van de Woerd | 2:18.32 |
| 100 m Peito     | Portugal · Dagmara Ajnenkiel     | 1:12.84 | Reino Unido · Lynsey Rogers                     | 1:13.18 | França · Cecile Lebars             | 1:13.81 |
| 200 m Peito     | Polónia · Anna Kaczmarczyk       | 2:36.38 | Portugal · Dagmara Ajnenkiel                    | 2:36.45 | Áustria · Elvira Fischer           | 2:36.58 |
| 100 m Borboleta | Alemanha · Franziska van Almsick | 1:00.62 | Rússia · Natalia Razumova                       | 1:01.72 | Espanha · María Peláez             | 1:02.04 |
| 200 m Borboleta | Espanha · María Peláez           | 2:17.04 | Rússia · Svetlana Pozdeeva                      | 2:16.54 | Alemanha · Jessica Lindner         | 2:16.97 |
| 200 m Medley    | Alemanha · Franziska van Almsick | 2:17.04 | Alemanha · Cathleen Stoltze                     | 2:19.10 | Polónia · Agnieszka Zalewska       | 2:21.76 |
| 400 m Medley    | Alemanha · Cathleen Stoltze      | 4:53.48 | França · Valerie Torrente                       | 4:55.07 | Polónia · Agnieszka Zalewska       | 4:56.39 |
| 4x100 m Livre   | Alemanha                         | 3:52.15 | Rússia                                          | 3:55.17 | Reino Unido                        | 3:57.14 |
| 4x200 m Livre   | Alemanha                         | 8:25.12 | Roménia                                         | 8:28.80 | França                             | 8:30.36 |
| 4x100 m Medley  | Rússia                           | 4:16.64 | Alemanha                                        | 4:17.00 | Reino Unido                        | 4:22.21 |

### Saltos ornamentais

#### Grupo A
Masculino
| Evento                     | Ouro                    | Ouro   | Prata               | Prata  | Bronze               | Bronze |
| Trampolim 3 m individual   | Alemanha · Andreas Wels | 607.70 | Rússia · Shapovalov | 599.10 | Reino Unido · Byford | 544.40 |
| Plataforma 10 m individual | Alemanha · Andreas Wels | 497.10 | Alemanha · Meyer    | 488.20 | Rússia · Durkin      | 485.60 |

Feminino
| Evento                     | Ouro                        | Ouro   | Prata                       | Prata  | Bronze             | Bronze |
| Trampolim 3 m individual   | Alemanha · Dörte Lindner    | 483.70 | Alemanha · Conny Schmalfuss | 466.95 | Ucrânia · Pisareva | 449.55 |
| Plataforma 10 m individual | Alemanha · Conny Schmalfuss | 365.75 | Reino Unido · Allen         | 350.95 | Ucrânia · Pisareva | 350.85 |

#### Grupo B
Masculino
| Evento                     | Ouro                         | Ouro   | Prata                        | Prata  | Bronze           | Bronze |
| Trampolim 3 m individual   | Alemanha · Christian Löffler | 327.50 | Roménia · Gabriel Chercheres | 315.15 | Rússia · Smirnov | 306.00 |
| Plataforma 10 m individual | Roménia · Gabriel Chercheres | 305.55 | Rússia · Smirnov             | 286.05 | Alemanha · Weitz | 275.40 |

Feminino
| Evento                     | Ouro                      | Ouro   | Prata                     | Prata  | Bronze                    | Bronze |
| Trampolim 3 m individual   | Alemanha · Sandra Gollmer | 298.25 | Áustria · Anja Richter    | 290.95 | Tchecoslováquia · Dankova | 280.70 |
| Plataforma 10 m individual | Alemanha · Annett Gamm    | 271.35 | Rússia · Julija Pachalina | 264.75 | Roménia · Clara Ciocan    | 257.65 |

## Quadro de medalhas
| Ordem | País            | Medalha de ouro | Medalha de prata | Medalha de bronze | Total |
| ----- | --------------- | --------------- | ---------------- | ----------------- | ----- |
| 1     | Alemanha        | 16              | 6                | 4                 | 26    |
| 2     | Rússia          | 4               | 10               | 5                 | 19    |
| 3     | Espanha         | 4               | 1                | 2                 | 7     |
| 4     | Roménia         | 2               | 3                | 1                 | 6     |
| 5     | Hungria         | 2               | 3                | 0                 | 5     |
| 6     | Países Baixos   | 2               | 0                | 3                 | 5     |
| 6     | Polónia         | 2               | 0                | 3                 | 5     |
| 8     | Reino Unido     | 1               | 5                | 6                 | 12    |
| 9     | Tchecoslováquia | 1               | 1                | 1                 | 3     |
| 10    | Portugal        | 1               | 1                | 0                 | 2     |
| 11    | Bulgária        | 1               | 0                | 0                 | 1     |
| 11    | Suécia          | 1               | 0                | 0                 | 1     |
| 11    | Turquia         | 1               | 0                | 0                 | 1     |
| 14    | França          | 0               | 4                | 9                 | 13    |
| 15    | Itália          | 0               | 4                | 0                 | 4     |
| 16    | Áustria         | 0               | 1                | 1                 | 2     |
| 17    | Ucrânia         | 0               | 0                | 2                 | 2     |
| Total | Total           | 38              | 39               | 38                | 112   |